# En Kernekarl
En Kernekarl er en amerikansk stumfilm fra 1922 af William Beaudine.

## Medvirkende
- Tom Mix som Bob Stratton
- Lillian Rich som  Mary Thorne
- Claude Payton som Tex Lynch
- Gordon Griffith som Bub Jessup
- Harry Griffith som Al Draper
- Robert Milasch som Frank Hurd
- Pat Chrisman som Joe Bloss